# LEDA 13489
LEDA 13489(UGC 2812 또는 Arp 219)는 에리다누스자리에 위치한 특이 은하이자 타원 은하이다. 지구에서 약 4억 7,000만 광년 떨어져 있다.

## 상호 작용으로 인한폭발적 항성 생성
최소 2개 이상의 은하의 상호 작용으로 인해 폭발적 항성 생성이 시작된다.